# Christoph D. Minke
Christoph D. Minke (* 1965 in Nauen) ist ein deutscher Kirchenmusiker.

## Biografie
Christoph D. Minke begann im Alter von fünf Jahren mit Klavierunterricht. Ab 1974 bildete er sich autodidaktisch weiter und erlernte das Orgelspiel. Bereits im Alter von 12 Jahren nahm er regelmäßig den Organistendienst in seiner Heimatgemeinde wahr. Von 1982 bis 1987 studierte er Kirchenmusik an der Kirchenmusikschule in Greifswald unter anderem bei Manfred Schlenker, Günter Wehmer und Annelise Pflugbeil. 1988 folgte Minke einem Ruf des damaligen Gewandhaus-Chordirektors und späteren Thomaskantors Georg Christoph Biller nach Leipzig, wo er bis Ende 1990 als sein Assistent wirkte. Währenddessen studierte er in Weimar an der Musikhochschule bei Gunter Kahlert Orchesterleitung.
Seit 1990 ist Christoph D. Minke Kirchenmusiker in Schönberg, wo er neben seinen Aufgaben als Organist und Chorleiter den Schönberger Musiksommer als dessen künstlerischer Leiter betreut. 1997 wurde er mit dem Kulturpreis des Landkreises Nordwestmecklenburg ausgezeichnet und im Juni 2015 zum Kirchenmusikdirektor (KMD) ernannt.